# 안정근
안정근(安定根, 1885년 1월 17일 ~ 1949년 3월 17일)은 대한민국의 독립운동가이다. 본관은 순흥(順興)이고 호(號)는 청남(淸南)이며 일명은 안청(安淸), 안정근(安正根)이고, 황해도 신천 출생이며, 대한민국 임시정부 의정원 의원을 지냈다. 본관은 순흥(順興). 항일 독립운동가 안중근(安重根)의 남동생이다.

## 생애
그는 항일 독립운동가 안중근(安重根)의 친아우이고 독립운동가 안공근(安恭根)의 친형이며 안명근(安明根)의 사촌 남동생이고 독립운동가 김인(金仁, 백범 김구의 첫째아들)의 장인이다. 김구(金九) 선생 장남 김인(金仁)의 부인이기도 한 독립운동가 안미생(安美生)은 그의 딸이며 독립운동가 겸 외교관 안진생(安珍生)은 아들이다.
1939년에 갑작스레 병을 얻어 와병하기 시작하였고 홍콩(香港)과 중화민국 장쑤성 상하이(中華民國 江蘇省 上海, 지금의 중화인민공화국 상하이)를 전전하였으며 1945년 일제가 패망한 8.15 광복과 1948년 대한민국(大韓民國) 정부가 수립된 후에도 대한민국으로 귀국하지 못하고 중국 본토에 머물러 있다가 1949년 3월 17일 중화민국 장쑤성 상하이에서 병사하였다.

## 사후
- 대한민국 정부는 고인의 공훈을 기리기 위해 1987년 건국훈장 독립장을 추서하였다.

## 가족 및 친척 관계
- 아버지: 안태훈(安泰勳, 1862년 ~ 1905년)
- 어머니: 조마리아(1862년 ~ 1927년)
  - 형: 안중근(安重根, 1879년 ~ 1910년)
  - 누나: 안성녀(1881년 ~ 1954년)
  - 아우: 안공근(安恭根, 1889년 ~ 1940년)
  - 부인: 이정서(李貞瑞)
    - 딸 : 안혜생(安惠生)
    - 아들 : 안원생(安原生, 1905년 ~ ?)
      - 손녀 : 안두니
      - 손녀 : 안애니

    - 딸 : 안미생(安美生, 1914년 ~ 2008년)
    - 사위: 김인(金仁, 1917년 ~ 1945년)
      - 외손녀: 김효자(金孝子, 1943년 ~ )

    - 아들 : 안진생(安珍生, 1916년 ~ 1988년)
    - 며느리 : 박태정(朴泰貞, 1930년 ~ 2021년)
      - 손녀 : 안기수(1955년 ~ 2021년)
      - 손녀 : 안기려(1958년 ~ )

    - 딸 : 안옥생(安玉生)
    - 딸 : 안은생(安恩生)

## 관련 작품

### 영화
- 《도마 안중근》 (2004년, 배우 : 조형래)

## 같이 보기
- 임학규
- 입언 김인
- 서언 김신